# Delta Bluff
Das Delta Bluff ist ein steiles, in der Grundfläche dreieckiges Felsenkliff im ostantarktischen Viktorialand. Es ragt an der Mündung des Delta-Gletschers in die Westflanke des Skelton-Gletschers in der Worcester Range auf.
Die neuseeländische Gruppe der Commonwealth Trans-Antarctic Expedition (1955–1958) erkundete und benannte das Kliff im Jahr 1957. Namensgebend ist seine dreieckige Grundform.